# Laccophilus simplicistriatus
Laccophilus simplicistriatus är en skalbaggsart som beskrevs av Gschwendtner 1932. Laccophilus simplicistriatus ingår i släktet Laccophilus och familjen dykare. Inga underarter finns listade i Catalogue of Life.